# Loetbos
Het Loetbos is een vanaf de jaren 1980 aangelegd recreatie- en natuurbos in de gemeente Krimpenerwaard in Zuid-Holland. Het ligt over een lengte van zeven kilometer tussen de provinciale weg 210 van Krimpen aan den IJssel naar Schoonhoven en het veenriviertje de Loet. Het ongeveer 185 hectare grote bos is eigendom van Groenalliantie Midden-Holland en wordt beheerd door Staatsbosbeheer.

## Natuurbeheer
Het gebied is door de jaren heen gebruikt als proeftuin voor natuurbeheer. De oude verkaveling werd in stand gehouden. De beplanting bestaat uit inheemse boomsoorten die zich thuis voelen in het laagveengebied. Er staan onder andere verschillende wilgensoorten, elzen en populieren. Er zijn moerasjes en poeltjes aangelegd, er wordt bosbegrazing toegepast en weilandjes zijn van hun vermeste toplaag ontdaan. Helofytenfilters zorgen op natuurlijke wijze voor verbetering van de waterkwaliteit. Een deel van het Loetbos is aangewezen als rustgebied.
Terwijl de flora van vochtige gebieden in de omliggende landbouwgebieden door het intensieve gebruik grotendeels is verdwenen, gedijen hier rietorchis, zonnedauw, zuring en koekoeksbloem, moerasspirea, hop, gele lis en valeriaan. Ook vogelsoorten als zwartkop, tuinfluiter, grote bonte specht en allerlei watervogels voelen zich er thuis. De blauwe reiger heeft hier twee broedkolonies. Sinds 2019 heeft de bever hier een burcht.

## Recreatie
De centrale entree ligt bij de rotonde Lekkerkerk. Daar zijn parkeerplaatsen en een Toeristisch Overstappunt (TOP), het startpunt voor wandel- en fietstochten. Verder liggen in die omgeving een restaurant en de Hendrikshoeve.
Bij de Hendrikshoeve zijn kano’s te huur voor een tocht over het riviertje de Loet of op het kanonetwerk van de Krimpenerwaard. Dit is tevens het begin- en eindpunt van een aantrekkelijke kanoroute van 15 kilometer zonder overstapplaatsen.
Verder in het entreegebied is een overdekte picknickplaats met de naam Hoedje van Loetje en zijn er toiletvoorzieningen. De overdekte picknickplaats heeft een dakbedekking van sedum.
In het speelbos achter de Hendrikshoeve staat sinds 2019 een gigantische mol waar kinderen op kunnen spelen. Het kunstwerk meet 2.70 meter hoog en 3 meter breed en weegt 800 kilogram. De Mol is geplaatst als onderdeel van het programma 'Kwaliteitsimpuls Groenalliantie Midden-Holland'.
Sinds oktober 2024 staat er een uitkijktoren dicht bij het meest noordelijke punt aan de grens tussen het Loetbos en de naastgelegen weilanden. Deze toren biedt een panoramisch uitzicht over de omgeving. Het is een stalen toren met een houten ‘kraaiennest’.

## Fotogalerij

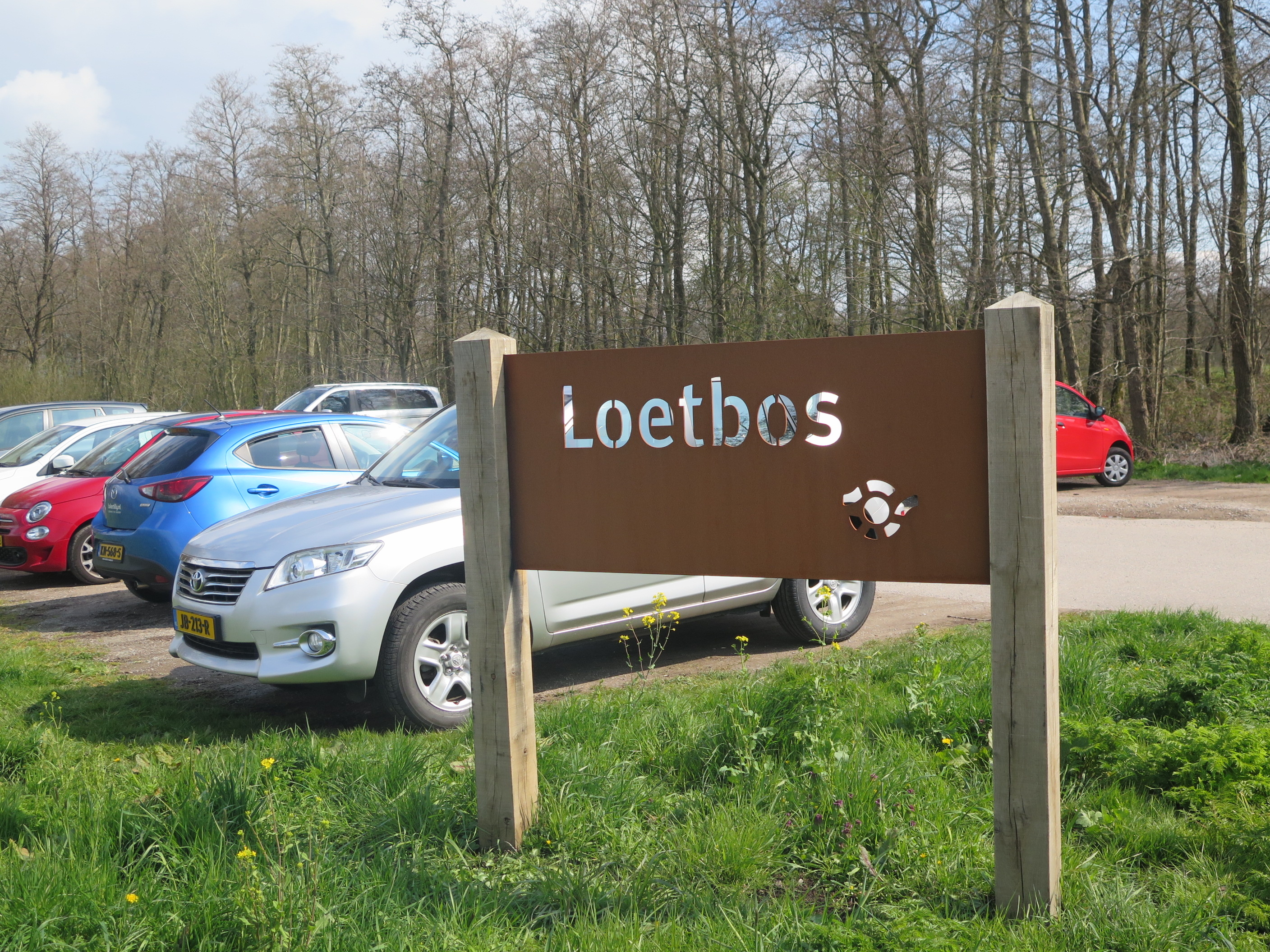
Welkomstbord
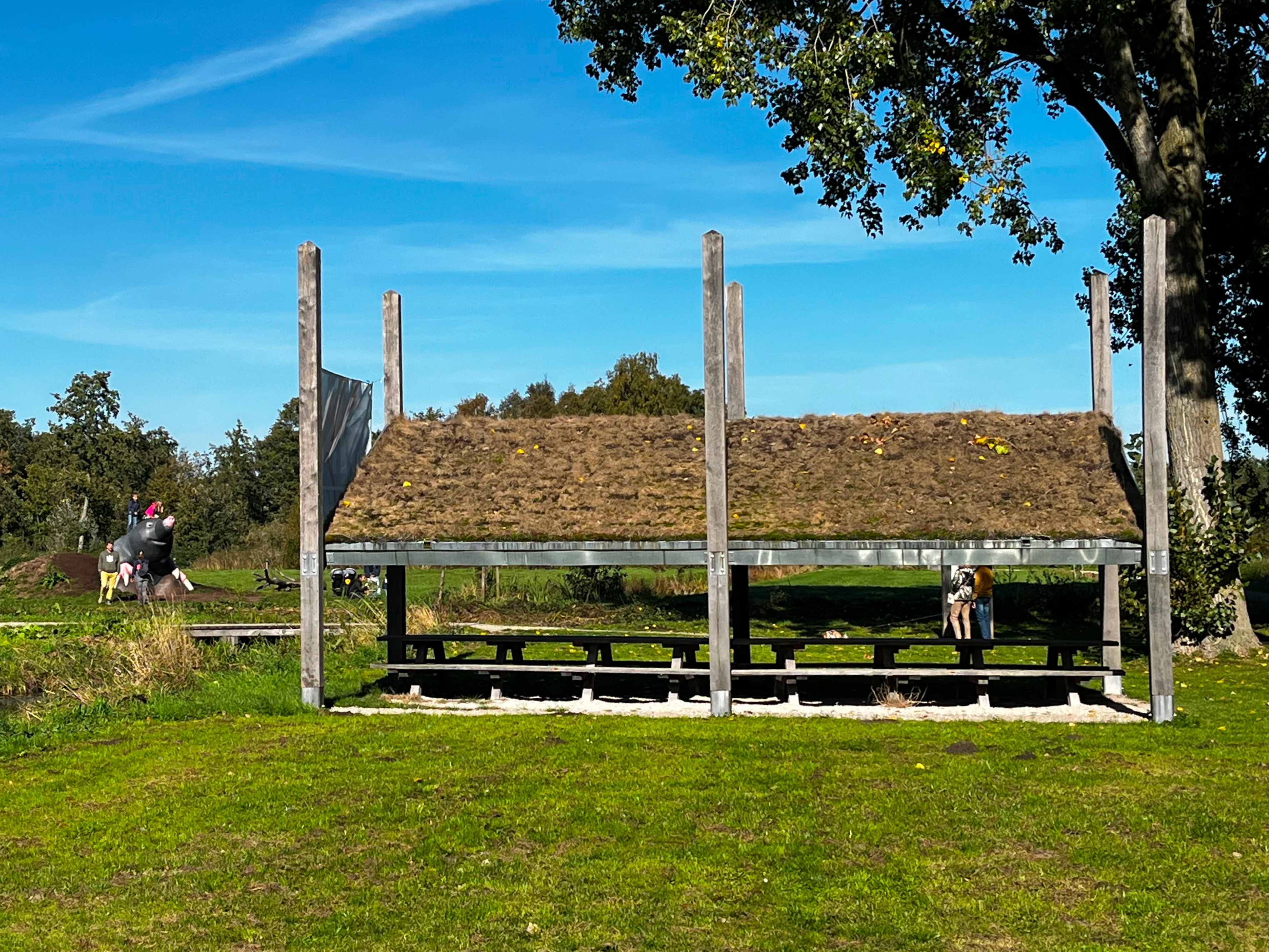
Hoedje van Loetje
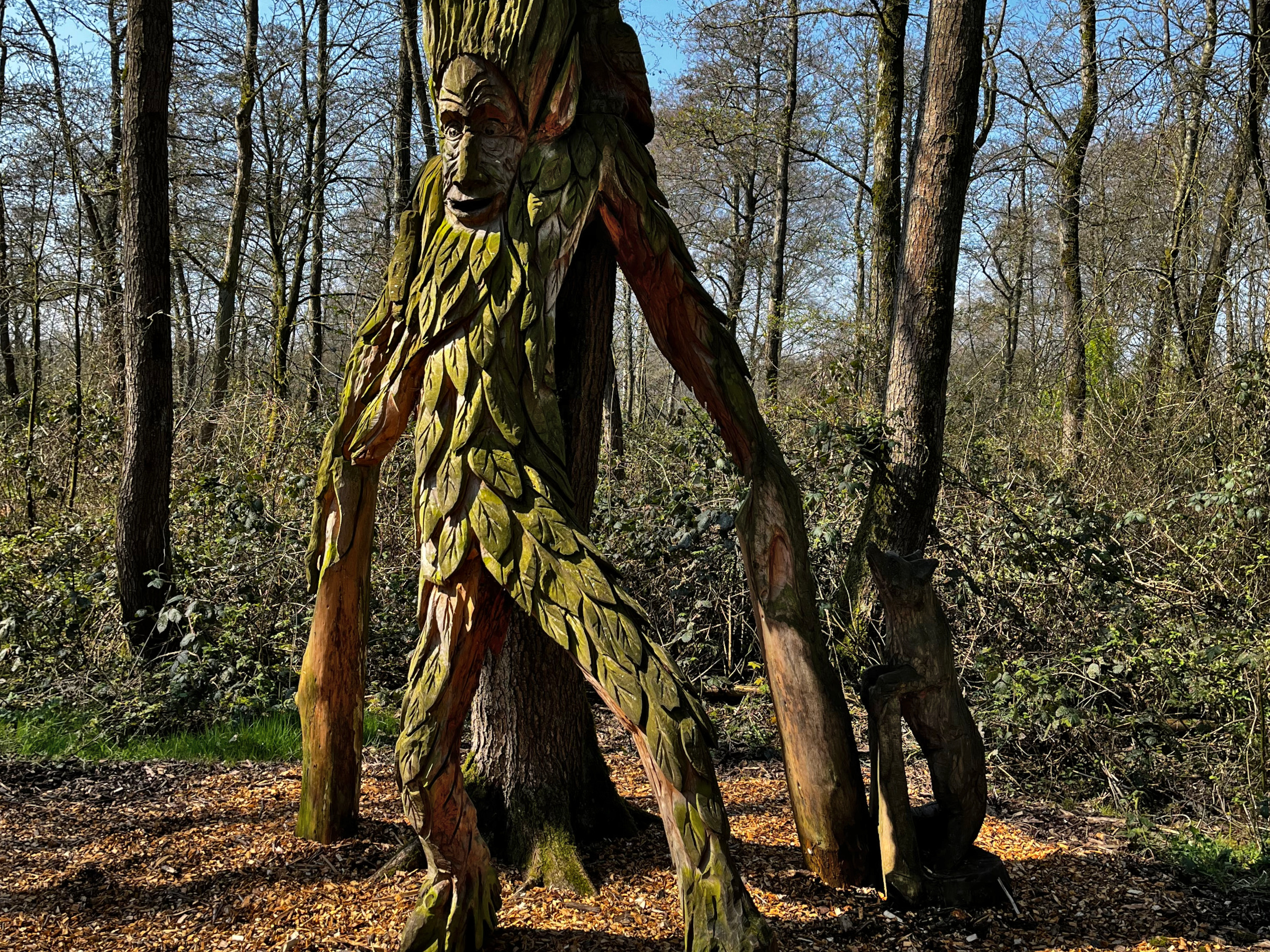
Bosgeest
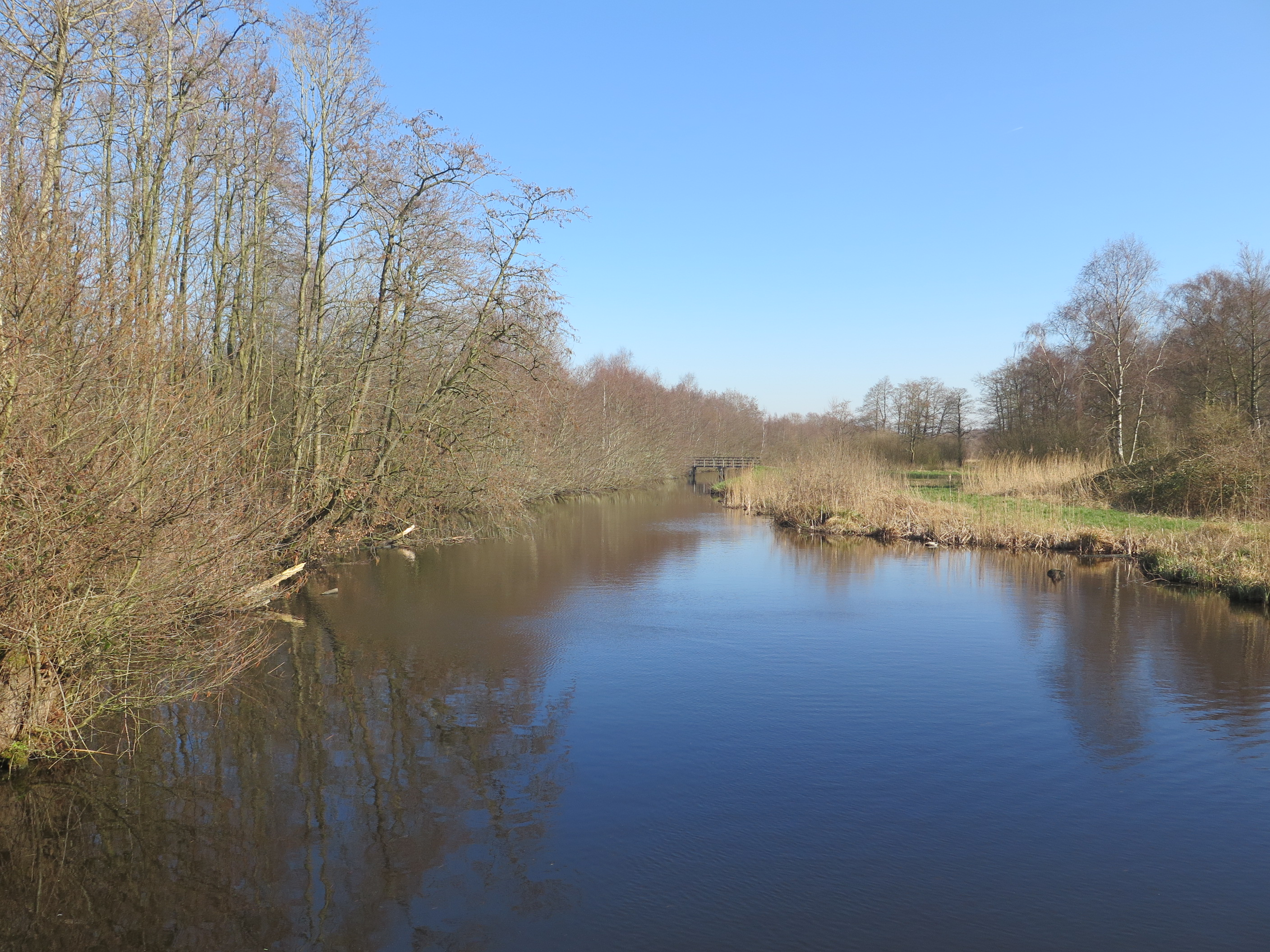
Veenrivier de Loet
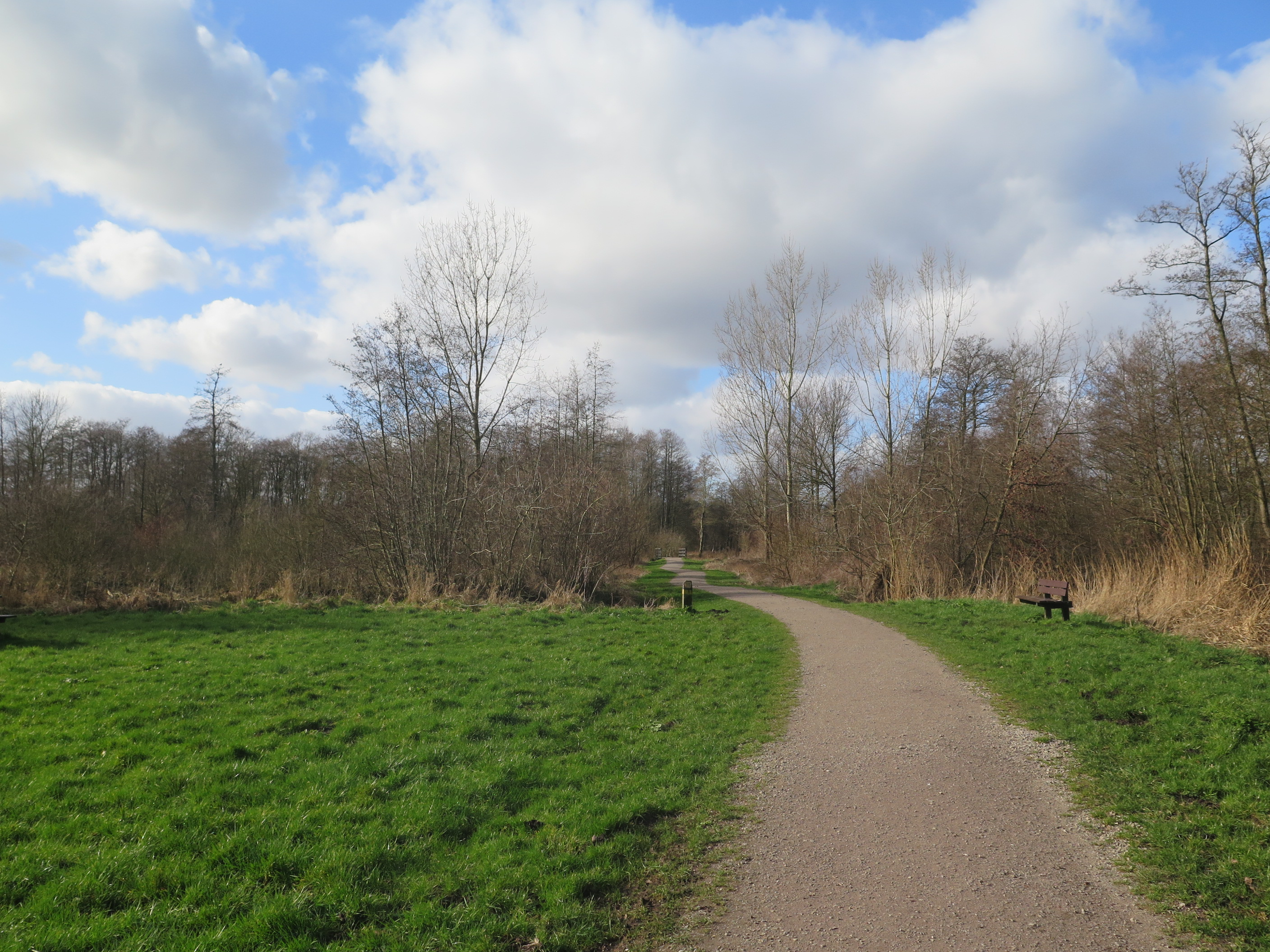
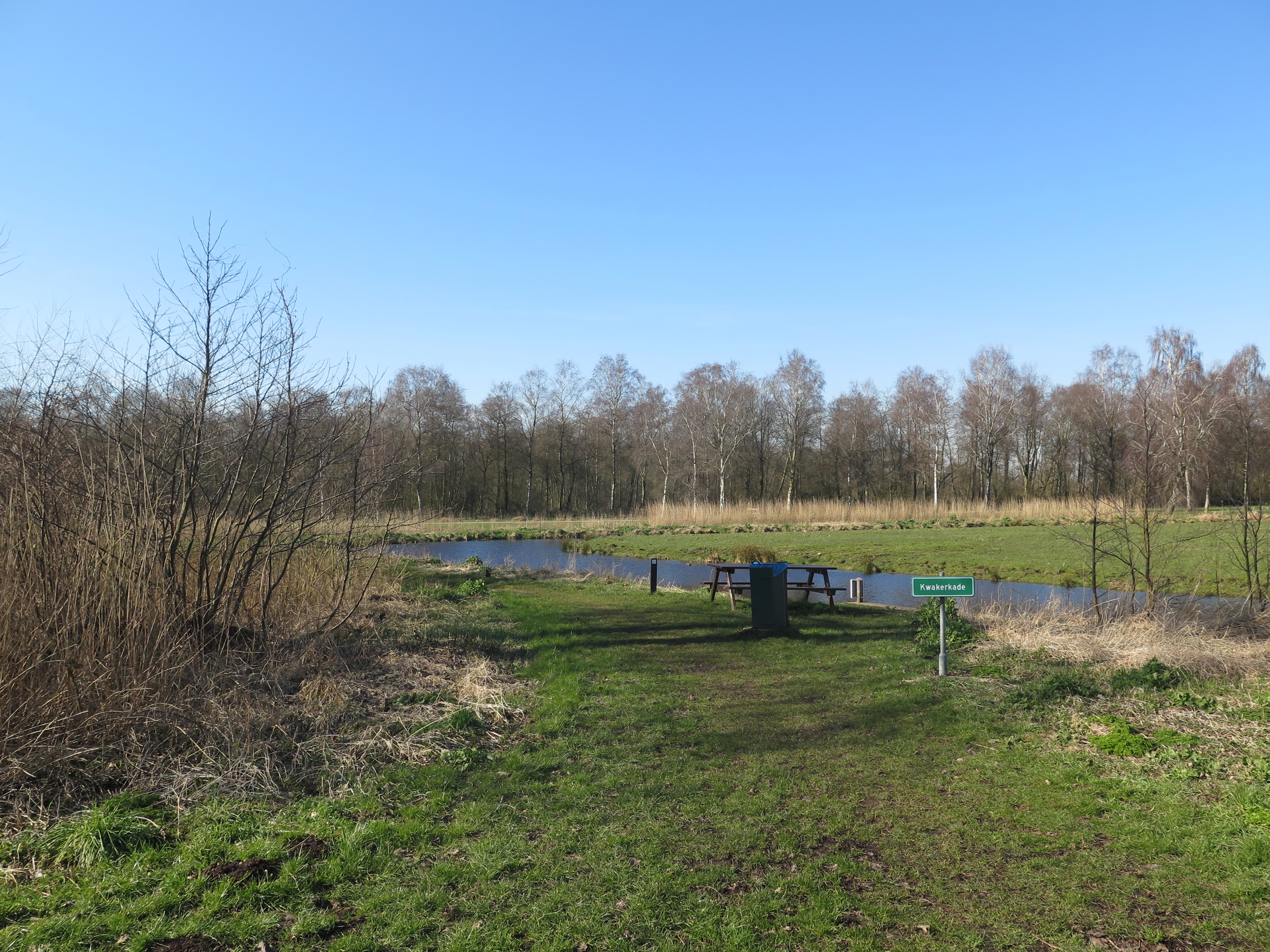
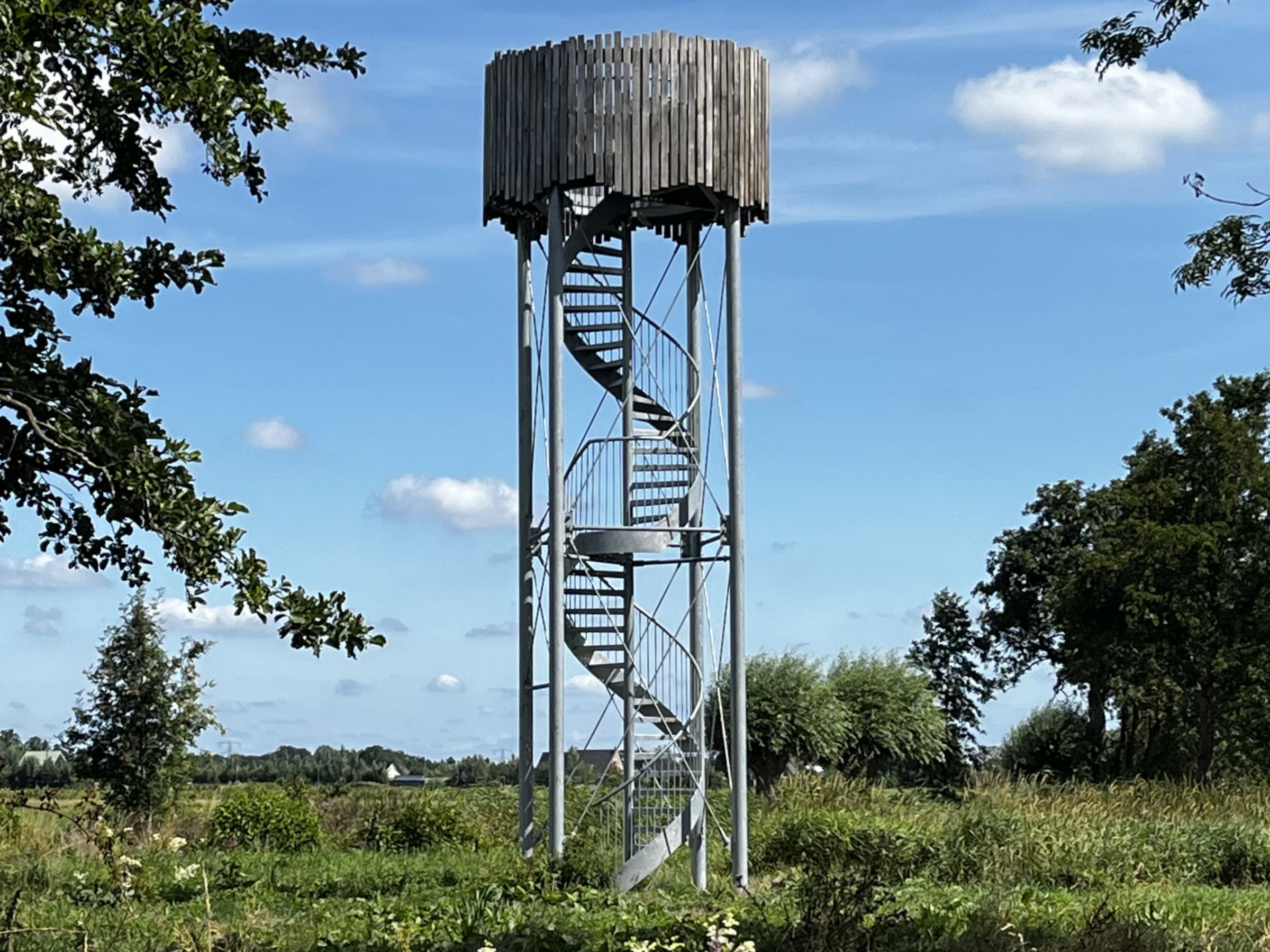
Uitkijktoren